# Jaguar R4
Chronologie des modèles (2003)
Jaguar R3 Jaguar R5
La Jaguar R4 est la monoplace engagée par l'écurie Jaguar lors de la saison 2003 de Formule 1. Elle est pilotée par l'Australien Mark Webber et le Brésilien Antônio Pizzonia, remplacé par l'Anglais Justin Wilson à la mi-saison. André Lotterer et Björn Wirdheim sont les pilotes d'essais. La monoplace a été présentée à Milton Keynes le 21 janvier 2003.
En début de saison, la R4 est victime de nombreux problèmes de fiabilité et il faut attendre le Grand Prix d'Espagne pour que l'écurie britannique marque ses premiers points. Après ce Grand Prix, Jaguar annonce sa volonté de limoger Pizzonia, constamment dominé par son coéquipier, et souhaite le remplacer par Alexander Wurz, un pilote beaucoup plus expérimenté. Comme McLaren ne souhaite pas que son pilote-essayeur rejoigne Jaguar, l'écurie conserve le pilote brésilien jusqu'au Grand Prix d'Allemagne où il est remplacé par Justin Wilson qui quitte la Scuderia Minardi.
À l'issue du championnat, Jaguar termine septième du championnat des constructeurs avec 18 points.

## Résultats en championnat du monde de Formule 1

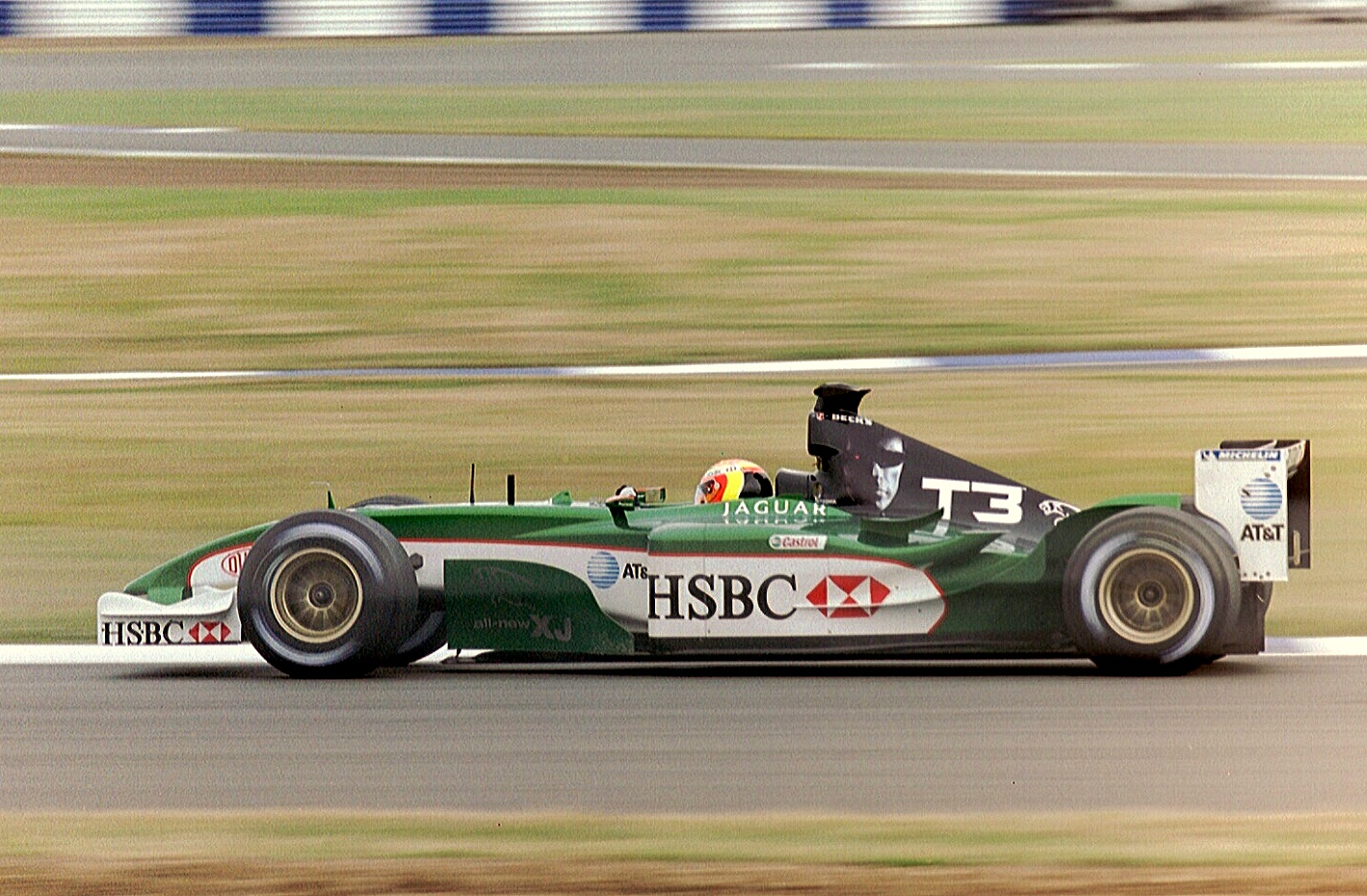
Antonio Pizzonia à bord de la Jaguar R4 lors du GP de Grande-Bretagne 2003.

| Saison | Écurie        | Moteur                 | Pneus    | Pilotes          | Courses | Courses | Courses | Courses | Courses | Courses | Courses | Courses | Courses | Courses | Courses | Courses | Courses | Courses | Courses | Courses | Points inscrits | Classement |
| Saison | Écurie        | Moteur                 | Pneus    | Pilotes          | 1       | 2       | 3       | 4       | 5       | 6       | 7       | 8       | 9       | 10      | 11      | 12      | 13      | 14      | 15      | 16      | Points inscrits | Classement |
| ------ | ------------- | ---------------------- | -------- | ---------------- | ------- | ------- | ------- | ------- | ------- | ------- | ------- | ------- | ------- | ------- | ------- | ------- | ------- | ------- | ------- | ------- | --------------- | ---------- |
| 2003   | Jaguar Racing | Ford-Cosworth CR-5 V10 | Michelin |                  | AUS     | MAL     | BRÉ     | SMR     | ESP     | AUT     | MON     | CAN     | EUR     | FRA     | GBR     | ALL     | HON     | ITA     | USA     | JAP     | 18              | 7e         |
| 2003   | Jaguar Racing | Ford-Cosworth CR-5 V10 | Michelin | Mark Webber      | Abd     | Abd     | 9e      | Abd     | 7e      | 7e      | Abd     | 7e      | 6e      | 6e      | 14e     | 11e     | 6e      | 7e      | Abd     | 11e     | 18              | 7e         |
| 2003   | Jaguar Racing | Ford-Cosworth CR-5 V10 | Michelin | Antônio Pizzonia | 13e     | Abd     | Abd     | 14e     | Abd     | 9e      | Abd     | 10e     | 10e     | 10e     | Abd     |         |         |         |         |         | 18              | 7e         |
| 2003   | Jaguar Racing | Ford-Cosworth CR-5 V10 | Michelin | Justin Wilson    |         |         |         |         |         |         |         |         |         |         |         | Abd     | Abd     | Abd     | 8e      | 13e     | 18              | 7e         |

Légende : ici 